# Sankt Vitus
Sankt Vitus (ca. 290 – 303) er en kristen helgen, der led martyrdøden som følge af kejser Diocletians forfølgelse af kristne. Han var en af nødhjælperne og skulle være særlig god til at hjælpe børn og unge og mod epilepsi og kramper. Derfor og pga. den senmiddelalderlige tyske praksis med at danse foran hans statue, har nervelidelsen sanktvejtsdans navn efter ham.
Nogle mener, at den vendiske gud Svantevit er baseret på Sankt Vitus, men det er uafklaret. 
Sankt Vitus' dag, d. 15. juni, er en katolsk og ortodoks helgendag. Slaget på Solsortesletten i 1389 fandt sted denne dag.